# Borealna świerczyna na torfie
Borealna świerczyna na torfie, świerczyna borealna, bór świerkowy torfowcowy, bagienny bór świerkowy (Sphagno girgensohnii-Piceetum, Sphagno-Piceetum) – zespół leśny z klasy Vaccinio-Piceetea. Bór świerkowy wykształcający się na torfowiskach zbliżony charakterem do świerkowych borów tajgi. W Polsce występuje rzadko na północnym wschodzie (np. w Puszczy Rominckiej).
Charakterystyczna kombinacja gatunków
ChCl.: widłoząb miotlasty (Dicranum scoparium), rokietnik pospolity (Pleurozium schreberi), gajnik lśniący (Hylocomium splendens), pszeniec zwyczajny (Melampyrum pratense), piórosz pierzasty (Ptilium crista-castrensis), gruszyczka mniejsza (Pyrola minor), gruszyczka okrągłolistna (Pyrola rotundifolia), pawężnica brodawkowata (Peltigera aphthosa), siódmaczek leśny (Trientalis europaea), borówka czarna (Vaccinium myrtillus), borówka bagienna (Vaccinium uliginosum), borówka brusznica (Vaccinium vitis-idaea)
ChAll.: świerk pospolity (Picea abies), bagiennik widłakowy (Barbilophozia lycopodioides), żłobik koralowaty (Corallorhiza trifida), przytulia okrągłolistna (Galium rotundifolium), Hieracium transsilvanicum, podbiałek alpejski (Homogyne alpina), leśniak cienisty (Hylocomiastrum umbratum), listera sercowata (Listera cordata), kosmatka żółtawa (Luzula luzulina), merzyk ciernisty (Mnium spinosum), gruszycznik jednokwiatowy (Moneses uniflora), płaszczeniec falisty (Plagiothecium undulatum), fałdownik rzemienny (Rhytidiadelphus loreus),  Sphagnum girgensohnii, gwiazdnica długolistna (Stellaria longifolia)
ChO.: świerk pospolity (Picea abies), bagiennik widłakowy (Barbilophozia lycopodioides), Bazzania trilobata, widłoząb okazały (Dicranum majus), tajęża jednostronna (Goodyera repens), zimoziół północny (Linnaea borealis), widłak jałowcowaty (Lycopodium annotinum), pszeniec leśny (Melampyrum sylvaticum), gruszkówka jednostronna (Orthilia secunda)
DAss.: brzoza omszona (Betula pubescens), torfowiec błotny (Sphagnum palustre) Sphagnum fallax
ChAss.: Sphagnum girgensohnii (regionalnie), żłobik koralowaty (Corallorhiza trifida) (regionalnie), listera sercowata (Listera cordata) (regionalnie), gwiazdnica długolistna (Stellaria longifolia) (regionalnie)